# Трьока
Трьо́ка (рос. Трёка) — присілок у складі Первоуральського міського округу Свердловської області.
Населення — 70 осіб (2010, 50 у 2002).
Національний склад станом на 2002 рік: росіяни — 92 %.